# 諏訪 (川崎市)
諏訪（すわ）は、神奈川県川崎市高津区の地名。現行行政地名は諏訪1丁目から諏訪3丁目。住居表示実施済区域。

## 地理
多摩川の右岸に面する。北側で瀬田、西側で二子、東側と南側で北見方と接するほか、多摩川を隔てて玉川、上野毛と隣接している。

### 地価
住宅地の地価は、2025年（令和7年）1月1日の公示地価によれば、諏訪2丁目3-1の地点で41万6000円/m²となっている。

## 歴史
かつて、この地は、諏訪河原村と呼ばれており、1927年（昭和2年）に大字諏訪に改称。
- 1937年（昭和12年）4月1日 - 橘樹郡高津町が川崎市に編入。川崎市大字諏訪となる。
- 1972年（昭和47年）4月1日 - 川崎市が政令指定都市に指定され、高津区が設立。川崎市高津区大字諏訪となる。
- 1994年（平成6年）11月14日 - 住居表示を実施に伴い、大字諏訪が廃止され、諏訪1丁目から諏訪3丁目が新設された[5][7]。

## 世帯数と人口
2025年（令和7年）6月30日現在（川崎市発表）の世帯数と人口は以下の通りである。
| 丁目      | 世帯数    | 人口    |
| --------- | --------- | ------- |
| 諏訪1丁目 | 1,288世帯 | 1,920人 |
| 諏訪2丁目 | 1,283世帯 | 2,088人 |
| 諏訪3丁目 | 1,492世帯 | 2,757人 |
| 計        | 4,063世帯 | 6,765人 |

### 人口の変遷
国勢調査による人口の推移。
| 年                 | 人口  |
| ------------------ | ----- |
| 1995年（平成7年）  | 6,116 |
| 2000年（平成12年） | 6,076 |
| 2005年（平成17年） | 6,228 |
| 2010年（平成22年） | 6,292 |
| 2015年（平成27年） | 6,467 |
| 2020年（令和2年）  | 6,801 |

### 世帯数の変遷
国勢調査による世帯数の推移。
| 年                 | 世帯数 |
| ------------------ | ------ |
| 1995年（平成7年）  | 3,119  |
| 2000年（平成12年） | 3,152  |
| 2005年（平成17年） | 3,380  |
| 2010年（平成22年） | 3,477  |
| 2015年（平成27年） | 3,604  |
| 2020年（令和2年）  | 3,814  |

## 学区
市立小・中学校に通う場合、学区は以下の通りとなる（2024年3月時点）。
| 丁目      | 番・番地等 | 小学校               | 中学校             |
| --------- | ---------- | -------------------- | ------------------ |
| 諏訪1丁目 | 全域       | 川崎市立東高津小学校 | 川崎市立高津中学校 |
| 諏訪2丁目 | 全域       | 川崎市立東高津小学校 | 川崎市立高津中学校 |
| 諏訪3丁目 | 全域       | 川崎市立東高津小学校 | 川崎市立高津中学校 |

## 事業所
2021年（令和3年）現在の経済センサス調査による事業所数と従業員数は以下の通りである。
| 丁目      | 事業所数  | 従業員数 |
| --------- | --------- | -------- |
| 諏訪1丁目 | 73事業所  | 422人    |
| 諏訪2丁目 | 27事業所  | 131人    |
| 諏訪3丁目 | 38事業所  | 148人    |
| 計        | 138事業所 | 701人    |

### 事業者数の変遷
経済センサスによる事業所数の推移。
| 年                 | 事業者数 |
| ------------------ | -------- |
| 2016年（平成28年） | 146      |
| 2021年（令和3年）  | 138      |

### 従業員数の変遷
経済センサスによる従業員数の推移。
| 年                 | 従業員数 |
| ------------------ | -------- |
| 2016年（平成28年） | 728      |
| 2021年（令和3年）  | 701      |

## 交通

### 鉄道
- 二子新地駅 東急田園都市線の各駅停車と、二子玉川～溝の口間は田園都市線を走行する大井町線の一部の各駅停車（表示の色が青色）を利用することができる。

### 道路
- 国道409号（府中街道）
- 多摩沿線道路

### 路線バス
府中街道に設置されている「東二子」バス停から利用することができる路線である。
- 溝02（東急）溝の口駅・新平瀬橋 - 東二子 - 小杉駅前
- 溝03（東急）溝の口駅 - 東二子 - 新丸子駅西口 - 小杉駅前
- 川31（東急）溝の口駅 →  東二子 → 東横線小杉駅 → 川崎駅ラゾーナ広場
- 川31（東急）川崎駅ラゾーナ広場 → 小杉駅前 → 東二子 → 高津駅前
- 川32（東急）高津駅前 -  東二子 - 小杉駅東口 - 川崎駅ラゾーナ広場

## 施設
- 諏訪神社[18]
- 川崎諏訪郵便局[19]

## その他

### 日本郵便
- 郵便番号 : 213-0004[3]（集配局 : 高津郵便局[20]）

### 警察
町内の警察の管轄区域は以下の通りである。
| 丁目      | 番・番地等 | 警察署     | 交番・駐在所     |
| --------- | ---------- | ---------- | ---------------- |
| 諏訪1丁目 | 全域       | 高津警察署 | 二子新地駅前交番 |
| 諏訪2丁目 | 全域       | 高津警察署 | 二子新地駅前交番 |
| 諏訪3丁目 | 全域       | 高津警察署 | 二子新地駅前交番 |

## 関連文献
- 「諏訪河原村」『新編武蔵風土記稿』 巻ノ64橘樹郡ノ7、内務省地理局、1884年6月。NDLJP:763984/19。